# آندریفکا (شهرستان بلاگووشچنسکی، باشقیرستان)
آندریفکا (انگلیسی: Andreyevka, Blagoveshchensky District, Republic of Bashkortostan) یک شهرک در شهرستان بلاگووشچنسکی باشقیرستان کشور روسیه است.